# Svenja Cohn
Svenja Cohn (* 15. April 1978) ist eine deutsche ehemalige Fußballspielerin.

## Karriere
Cohn gehörte als Abwehrspielerin von 2000 bis 2005 dem Hamburger SV an. Zunächst kam sie in der drittklassigen Regionalliga Nord zu Punktspielen.
Als Meister aus dieser Spielklasse hervorgegangen und über die erfolgreich gestaltete Aufstiegsrunde zur Bundesliga 2001/02 stieg sie in diese auf und am Saisonende als Elftplatzierter umgehend ab. Im Wettbewerb um den nationalen Vereinspokal erreichte sie mit ihrer Mannschaft das Finale. In dem am 11. Mai 2002 im Olympiastadion Berlin – als Vorspiel zum Männerfinale – vor 20.000 Zuschauern ausgetragenen Spiel, in dem man mit 0:5 dem 1. FFC Frankfurt unterlegen war, wurde sie 90. Minute lang eingesetzt. Nachdem sie mit ihrem Verein erneut als Meister aus der Regionalliga Nord und der sich anschließenden Aufstiegsrunde zur Bundesliga 2003/04 hervorgegangen war, kam sie in 21 Punktspielen in der Bundesliga zum Einsatz und erzielte am 7. Dezember 2003 (10. Spieltag) beim 3:1-Sieg im Heimspiel gegen den FC Bayern München mit dem Treffer zum 2:1 in der 51. Minute ihr einziges Saisontor. In der Folgesaison bestritt sie ein Punktspiel mehr, blieb jedoch ohne Torerfolg.

## Erfolge
- Meister Regionalliga Nord 2001, 2003
- DFB-Pokal-Finalist 2002